# Olfacción Retronasal
Olfacción Retronasal

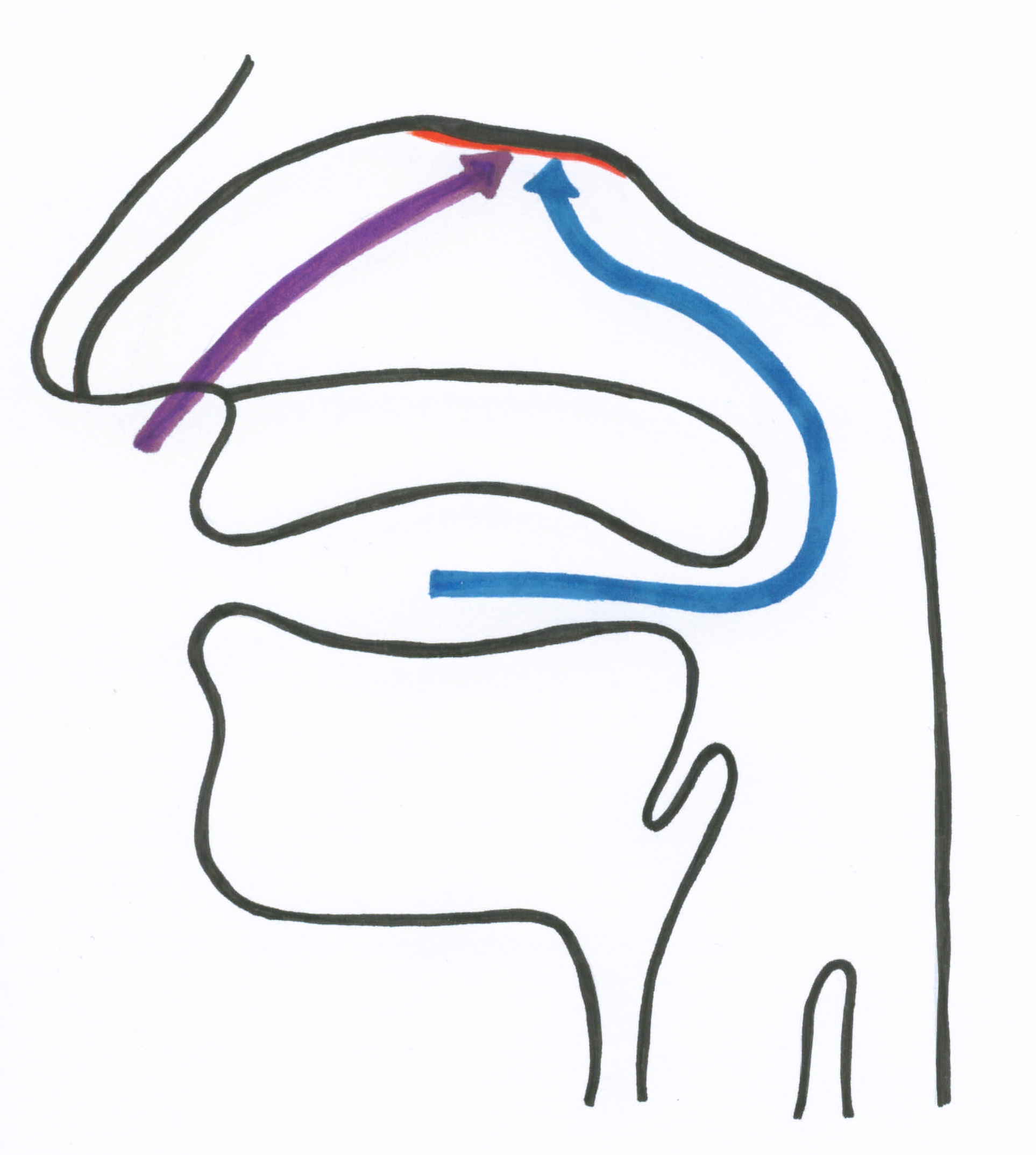
Percepción olfativa por vía ortonasal y retronasal.

La olfacción retronasal y la ortonasal son los dos mecanismos de percepción olfativa.
La olfacción retronasal es el mecanismo fisiológico que permite la percepción características aromáticas de los alimentos contenidos en la boca, desde el sistema olfativo. También hablamos de "vía y/o olfacción retronasal", de hecho, los aromas siguen una trayectoria que pasa por detrás del paladar para llegar al epitelio olfativo en las fosas nasales.
Esta vía retronasal o indirecta (noción de aroma) se utiliza cuando el alimento está en la boca, oponiéndose a la vía ortonasal o directa (noción de olor ) inhalando o "oliendo" directamente el olor del alimento sin haberlo ingerido. 

## Descripción
Aunque esta operación ocurre de manera casi automática durante la masticación y la deglución, puede intensificarse para permitir un análisis más preciso del aspecto aromático de los alimentos. Este proceso es fundamental para un catador que busca describir en detalle el perfil aromático de un producto, ya sea vino, chocolate, té, aceite de oliva, un cigarro  o cualquier producto alimenticio.

Lo que comúnmente se denomina "gusto", como el sabor a humo o a plátano, es en realidad una sensación provocada por compuestos volátiles que estimulan las terminaciones olfativas en los conductos nasales y envían señales al bulbo olfatorio. Esto lo diferencia del "gusto" en su sentido estrictamente fisiológico, el cual se limita a las sensaciones percibidas por las papilas gustativas de la lengua, conocidas propiamente como "gusto".
La olfacción retronasal se activa mediante el flujo ascendente del aire durante la exhalación, dirigiéndolo detrás de la boca a través de movimientos de las mejillas y la mandíbula, después de que el alimento ha estado en contacto con la cavidad oral.
Los compuestos volátiles se transportan de esta manera hasta las terminaciones olfativas. La temperatura de la boca y la mezcla con la saliva alteran el producto, proporcionando una percepción aromática diferente a la obtenida por la vía olfativa directa.

## Su papel en la evolución
El neurocientífico Gordon M. Shepherd   considera que la vía retronasal tiene un papel evolutivo en los seres humanos. Plantea que con la bipedestación, nuestros antepasados recorrieron territorios más amplios, diversificando su alimentación y desarrollando la percepción de olores retronasales. La domesticación del fuego permitió cocinar los alimentos, haciéndolos más aromáticos, al igual que los alimentos fermentados. Durante la Revolución Neolítica, surgieron la agricultura y la domesticación de animales, y se emplearon especias y técnicas culinarias más complejas, como la producción de quesos y vinos. Este autor especula que estas prácticas incrementaron la estimulación de los receptores olfativos a través de la vía retronasal, superando la capacidad de los primates no humanos y otros mamíferos.